# Brat Juan Fernández de Rojas
Brat Juan Fernández de Rojas (hiszp. Fray Juan Fernández de Rojas) – obraz olejny hiszpańskiego malarza Francisca Goi (1746–1828), znajduje się w kolekcji Królewskiej Akademii Historii w Madrycie.

## Okoliczności powstania
Juan Fernández de Rojas (1750–1817/19) był intelektualistą oddanym filozofii i teologii, krytykiem literackim i poetą. Miał głębokie, krytyczne poczucie swojego czasu, które manifestował z humorem i znakomitą ironią. Złożył śluby zakonne u augustianów z klasztoru San Felipe el Real w Madrycie. Należał do grupy wybitnych poetów, zwanej Szkołą z Salamanki, skupionej wokół brata Diega Tadea Gonzáleza. Był profesorem teologii, filozofii i łaciny w Toledo. Jako obrońca nowoczesnej teologii był atakowany przez najbardziej konserwatywną część Kościoła. Zasłynął przemówieniami i twórczością literacką, zwłaszcza utworami satyrycznymi. Spędził kilka lat w Rzymie, a w 1800 wrócił do Madrytu. Został wyznaczony do kontynuacji prac nad monumentalnym dziełem historyczno-religijnym ojca Enrique Flóreza pt. Sagrada España. Kruche zdrowie ojca Juana, jego niewielka skłonność do badań historycznych oraz grabież biblioteki Flóreza, do której doszło w czasie wojny niepodległościowej, sprawiły, że prace pod jego kierownictwem nie posuwały się do przodu i w 1816 został w tej funkcji zastąpiony. Zmarł w Madrycie między 1817 a 1819.

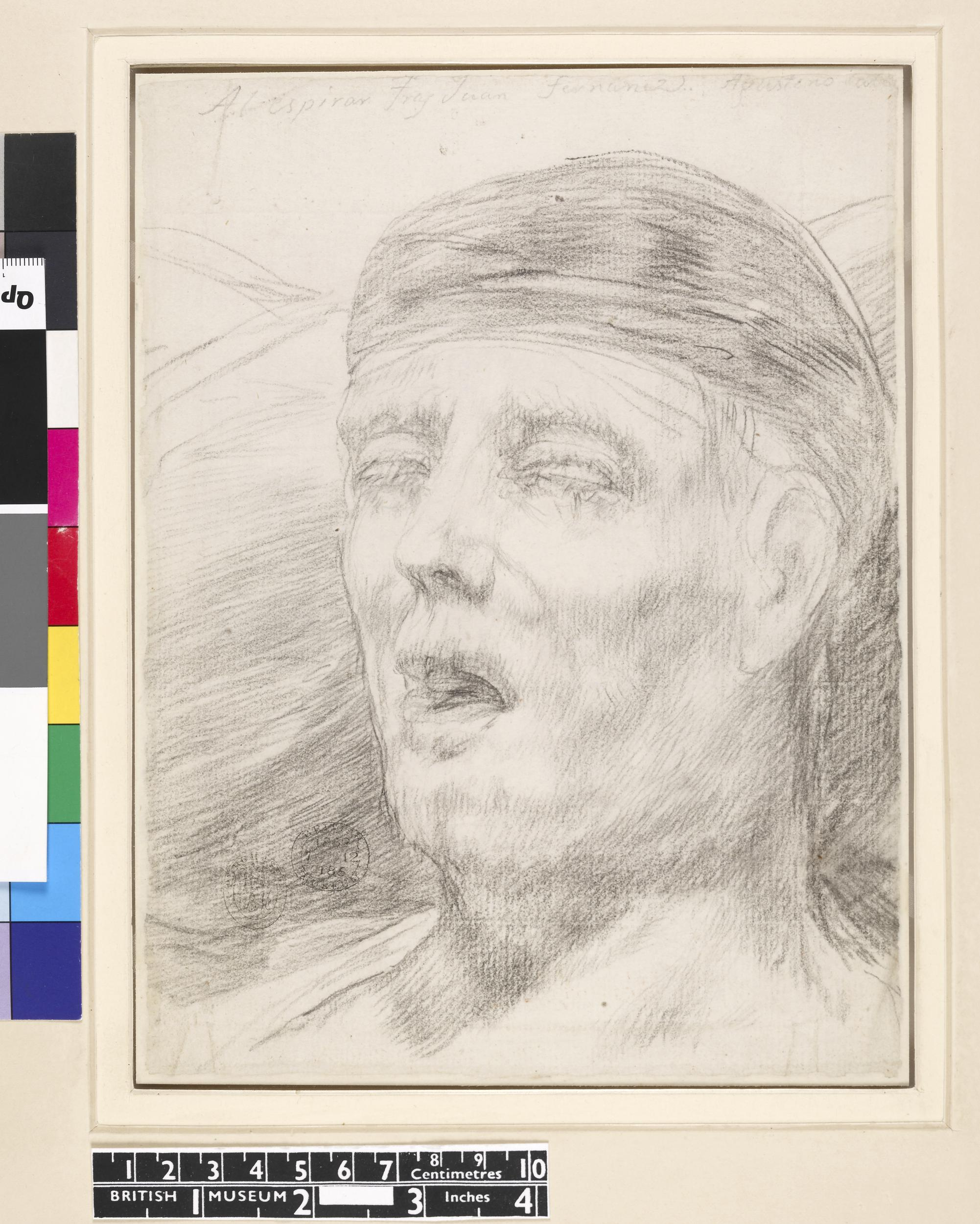
Rysunek Goi opisany jako konanie augustianina Juana Fernándeza

Ani okoliczności zamówienia tego portretu, ani dokładna data powstania nie są znane. Na podstawie wieku portretowanego, pozornie nie dość zaawansowanego, obraz jest datowany szeroko na lata 1795–1815. W 1800, kiedy portretowany przyjechał do Madrytu, aby zająć się prestiżową pracą nad Sagrada España, miał 49 lat. Jednak oszczędny w kolorach i środkach styl oraz technika malarska Goi sugerują późniejszy okres, lata 1815–1816, a nawet 1819, niedługo przed śmiercią duchownego. Zachowało się świadectwo siostrzenicy portretowanego, Carmen Arteagi Fernández de Reboto, która mówiła o bliskiej więzi łączącej jej wuja i malarza. Ich przyjaźń zacieśniła się w czasie licznych konsultacji artystycznych, których (według Carmen Arteagi) zasięgał Goya, mający świadomość ogromnej wiedzy brata Juana na temat sztuki. Satyra, uprawiana przez duchownego w literaturze, a przez malarza w sztuce, łączyła ich w sposobie myślenia. Obaj krytykowali m.in. modę doprowadzoną do granic śmieszności czy wyznaczanie norm w teatrze ograniczających wolność artysty. W rzeczywistości wiele motywów z Kaprysów Goi wydaje się ilustracjami do komentarzy brata Juana. Szacunek, jakim artysta darzył duchownego, skłonił go do wykonania tego portretu.
W swoim testamencie brat Juan prosił o przekazanie swojego portretu Królewskiej Akademii Historii, aby znajdował się razem z podobiznami innych kontynuatorów dzieła Sagrada España Flóreza. Być może ostatecznie zamówił portret, kiedy otrzymał nominację w 1800, lub kiedy ją utracił w 1816, chcąc jednak zapisać się w historii jako uczony związany z tym projektem, mimo że jego wkład był nieznaczny.
W Muzeum Brytyjskim znajduje się rysunek Goi przedstawiający szkic do Portretu księcia Wellingtona, a na jego odwrocie widnieje rysunek głowy umierającego mężczyzny, podpisany jako konanie augustianina Juana Fernándeza. Możliwe, że Goya towarzyszył bratu Juanowi w jego ostatnich chwilach, chociaż Mayer uważa, że rysunek może być autorstwa Rosario Weiss.

## Opis obrazu
W tym portrecie Goya skupił całą swoją uwagę na fizjonomii duchownego, nie przywiązując wagi do stroju czy tła. Czarny strój wydaje się bezkształtny, zielonkawo-szare tło jest neutralne. Ma na sobie sutannę z pellegriną oraz piuskę na głowie, spod której widoczne są lekko przerzedzone i posiwiałe włosy. Zwiotczała skóra na twarzy i szyi sugeruje dojrzały wiek, według Manueli Meny ok. 65 lat. Z czarnym strojem kontrastuje różowawa karnacja twarzy i biały kołnierz. Intensywne i przenikliwe spojrzenie odzwierciedla mądrość.
W przeciwieństwie do innych portretów intelektualistów z kręgu Goi (np. Juan Meléndez Valdés), malarz nie zdradza widzowi kim był jego model i czym się zajmował. Przedstawia duchownego bez zbędnych konwencji i atrybutów, brak także inskrypcji. Ekspresja i charakter postaci są najważniejsze. Malarz wydłuża tors tworząc trójkątną kompozycję, a tak powstałe linie zbiegają się na twarzy. W harmonijny sposób upraszcza kolory i kontrasty między jasnością twarzy a ciemnością sutanny, które ponownie podkreślają twarz zakonnika. Łączy szczegółową technikę starannie oddającą rysy twarzy, z abstrakcyjnym studium czerni sutanny.

## Proweniencja
Obraz należał do portretowanego, po którym odziedziczyła go jego siostrzenica Carmen Arteaga Fernández de Reboto. Następnie przeszedł na własność jej brata, Santiaga Manuela de Arteagi, który przekazał go w swoim testamencie, i według woli samego duchownego, do Królewskiej Akademii Historii w 1857 roku.